# لولا مارش
لولا مارش ((به عبری: לולה מארש)) یک گروه موسیقی اسرائیلی ایندی پاپ از تل آویو است.این گروه موسیقی در سال ۲۰۱۳ توسط جیل لاندو (گیتار، کیبورد) و ییل شوشانا کوهن (خواننده) تشکیل شده‌است.